# ピーター・ファース
ピーター・ファース（Peter Firth、1953年10月27日 - ）は、イギリスの舞台及び映画俳優。ヨークシャー州出身。

## プロフィール
10代の頃に俳優デビュー。聖フランチェスコの半生を描いた1972年の歴史大作『ブラザー・サン シスター・ムーン』に端役で出演、同年『ダニエルとマリア』で注目される。1976年の『スカイ・エース』を経て続く1977年、出世作となった舞台『エクウス』と、その映画版でイギリスのトップスターの仲間入りを果たし、アカデミー助演男優賞にもノミネートされた。
1979年、文芸大作として名高いロマン・ポランスキー監督の主演作『テス』においては、屈折した主人公を演じた。この作品の成功以後はハリウッドにも進出、TVなどにも多く主演した。
1980年代初頭の『ドミニクのタイム・トラベル』シリーズと、『スペースバンパイア』に出演。1990年代後半は脇役に徹し、作品にアクセントをつける役回りで登場。この時期は役に恵まれず個性を活かしきれないで伸び悩んでいたが1999年、久々の代表作となる『チルファクター』に出演した。

## 主な出演作品

### 映画
- ブラザー・サン シスター・ムーン Fratello sole, sorella luna (1972)
- ダニエルとマリア Daniele e Maria (1973)
- スカイ・エース Aces High (1976)
- ジョセフ・アンドリュースの華麗な冒険 Joseph Andrews (1977)
- エクウス Equus (1977)
- テス Tess (1979)
- スペースバンパイア LifeForce (1985)
- リオの逃亡者 Prisoner of Rio (1988)
- 身代わりの樹 Tree of Hands (1989)
- レッド・オクトーバーを追え! The Hunt for Red October (1990)
- 殺人犯 White Angel (1994)
- 恋する予感 An Awfully Big Adventure (1995)
- 戦火の祈り Gaston's War (1997)
- アミスタッド Amistad (1997)
- マイティ・ジョー Mighty Joe Young (1998)
- チルファクター Chill Factor (1999)
- パール・ハーバー Pearl Harbor (2001)
- ホーキング Hawking (2004) テレビ映画
- グレイテスト・ゲーム The Greatest Game Ever Played (2005)
- SPOOKS スプークス/MI-5 Spooks: The Greater Good (2015)
- 復活 Risen (2016)

### テレビシリーズ
- MI-5 英国機密諜報部 Spooks (2002-2007)
- ザ・ローマ 帝国の滅亡 Ancient Rome: The Rise and Fall of an Empire (2006)
- ディケンジアン Dickensian (2015-2016)
- Strike Back (2018)